# Верховье (Лидское сельское поселение)
Верховье — деревня в Лидском сельском поселении Бокситогорского района Ленинградской области.

## История
Деревня Верховье упоминается на карте Новгородского наместничества 1792 года А. М. Вильбрехта.
Согласно X-ой ревизии 1857 года:

ВЕРХОВЬЕ — деревня, принадлежит Дженеевым: хозяйств — 4, жителей: 10 м. п., 7 ж. п., всего 17 чел.; Крузе (Ханыкову): хозяйств — 1, жителей: 4 м. п., 7 ж. п., всего 11 чел.; А. Г. Ушакову: хозяйств — 3, жителей: 12 м. п., 16 ж. п., всего 28 чел.

По земской переписи 1895 года:

  
ВЕРХОВЬЕ — деревня, крестьяне бывшие Дженеевых: хозяйств  — 4, жителей: 14 м. п., 12 ж. п., всего 26 чел.; крестьяне бывшие Крузе (Ханыкова): хозяйств  — 1, жителей: 4 м. п., 4 ж. п., всего 8 чел.; крестьяне бывшие А. Г. Ушакова: хозяйств  — 6, жителей: 17 м. п., 19 ж. п., всего 36 чел.;

В конце XIX — начале XX века деревня административно относилась к Верховско-Вольской волости 1-го земского участка 3-го стана Устюженского уезда Новгородской губернии.

ВЕРХОВЬЕ — деревня Марьинского сельского общества, число дворов — 17, число домов — 20, число жителей: 53 м. п., 45 ж. п.; Занятие жителей: земледелие, лесные заработки. Речка Белая и колодцы. Кузница, земская конная станция, повивальная бабка. 

НИКОЛЬСКОЕ (ВЕРХОВЬЕ) — усадьба А. Д. Андроновой, число дворов — 10, число домов — 4, число жителей: 5 м. п., 5 ж. п.; Занятие жителей: земледелие. Белозерский тракт. Речка Белая и пруд. Кузница, мельница, пожарное депо. (1910 год)

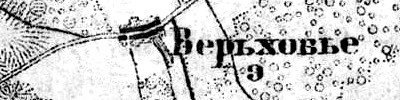
Деревня Верховье на карте 1917 года

Известно, что в период с 1910 по 1917 годы жителям деревни Верховье находящимся в сложном положении оказывало помощь Вольское общество пособия бедным.
Согласно военно-топографической карте Новгородской губернии издания 1917 года деревня называлась Верьхховье и состояла из 9 крестьянских дворов.
С 1917 по 1927 год деревня входила в состав Советской волости Устюженского уезда Череповецкой губернии. 
С 1927 года, в составе Потокского сельсовета Ефимовского района.
По данным 1933 года деревня Верховье входила в состав Потокского сельсовета Ефимовского района.
По данным 1936 года деревня Верховье была административным центром Потокского сельсовета, в который входили 15 населённых пунктов, 485 хозяйств и 12 колхозов.
С 1965 года, в составе Бокситогорского района. В 1965 году население деревни составляло 103 человека.
По данным 1966 и 1973 годов деревня Верховье также входила в состав Потокского сельсовета.
По данным 1990 года деревня Верховье входила в состав Подборовского сельсовета.
В 1997 году в деревне Верховье Подборовской волости проживали 75 человек, в 2002 году — 70 человек (русские — 94 %).
В 2007 году в деревне Верховье Подборовского сельского поселения проживали 62 человека, в 2010 году — 69 человек. 
Со 2 июня 2014 года — в составе вновь созданного Лидского сельского поселения Бокситогорского района.
В 2015 году в деревне Верховье Лидского СП проживали 59 человек.

## География
Деревня расположена в восточной части района на автодороге 41К-033 (Сомино — Ольеши).
Расстояние до посёлка Подборовье — 7 км.
Расстояние до ближайшей железнодорожной станции Заборье — 7,5 км. Ближайший остановочный пункт — платформа 7 км.

## Инфраструктура
На 1 января 2016 года в деревне было зарегистрировано 23 домохозяйства.